# سیکورسکی

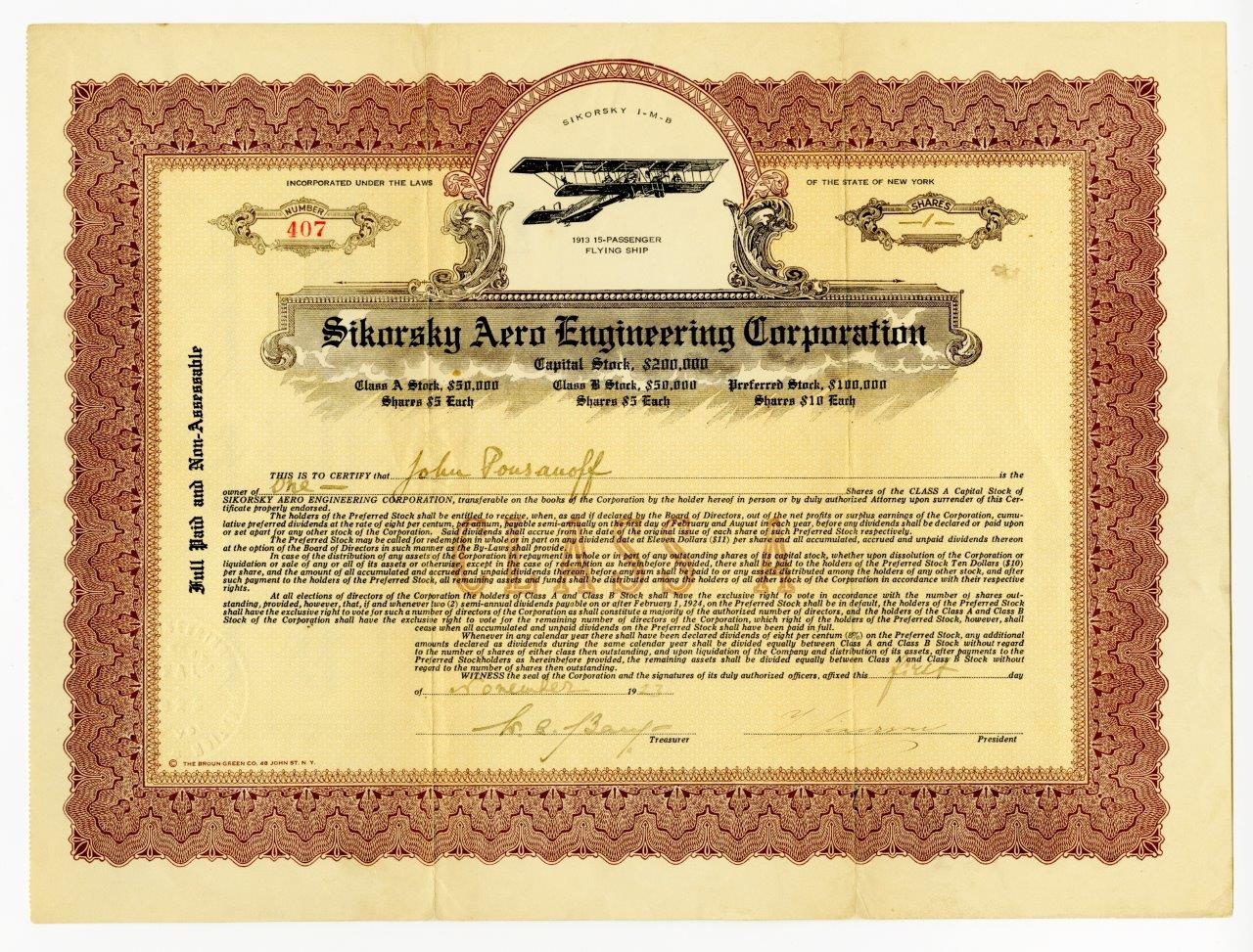
سیکورسکی ایرکرفت

سیکورسکی ایرکرفت (به انگلیسی: Sikorsky Aircraft) شرکت آمریکایی تولیدکننده هواگرد است که دفتر مرکزی آن در ایالت کانتیکت قرار دارد و اکنون زیرمجموعۀ لاکهید مارتین است. ایگور سیکورسکی در سال ۱۹۲۵ میلادی این شرکت را تأسیس کرد. این شرکت بیشتر برای ساخت بالگردهای نظامی و غیرنظامی شناخته می‌شود.

## بالگردها
شماری از بالگردهای طراحی و ساخت شرکت سیکورسکی:
- سیکورسکی سی‌اچ-۵۳ سی‌استالیون
- سیکورسکی اس-۷۰
- سیکورسکی سی‌اچ-۳ سی‌کینگ
- سیکورسکی ام‌اچ-۵۳
- یواچ-۶۰ بلک هاوک
- بوئینگ-سیکورسکی آرای‌اچ-۶۶ کومانچی
- بوئینگ-سیکورسکی اس بی -۱ DEFIANT